# Linia średnicowa

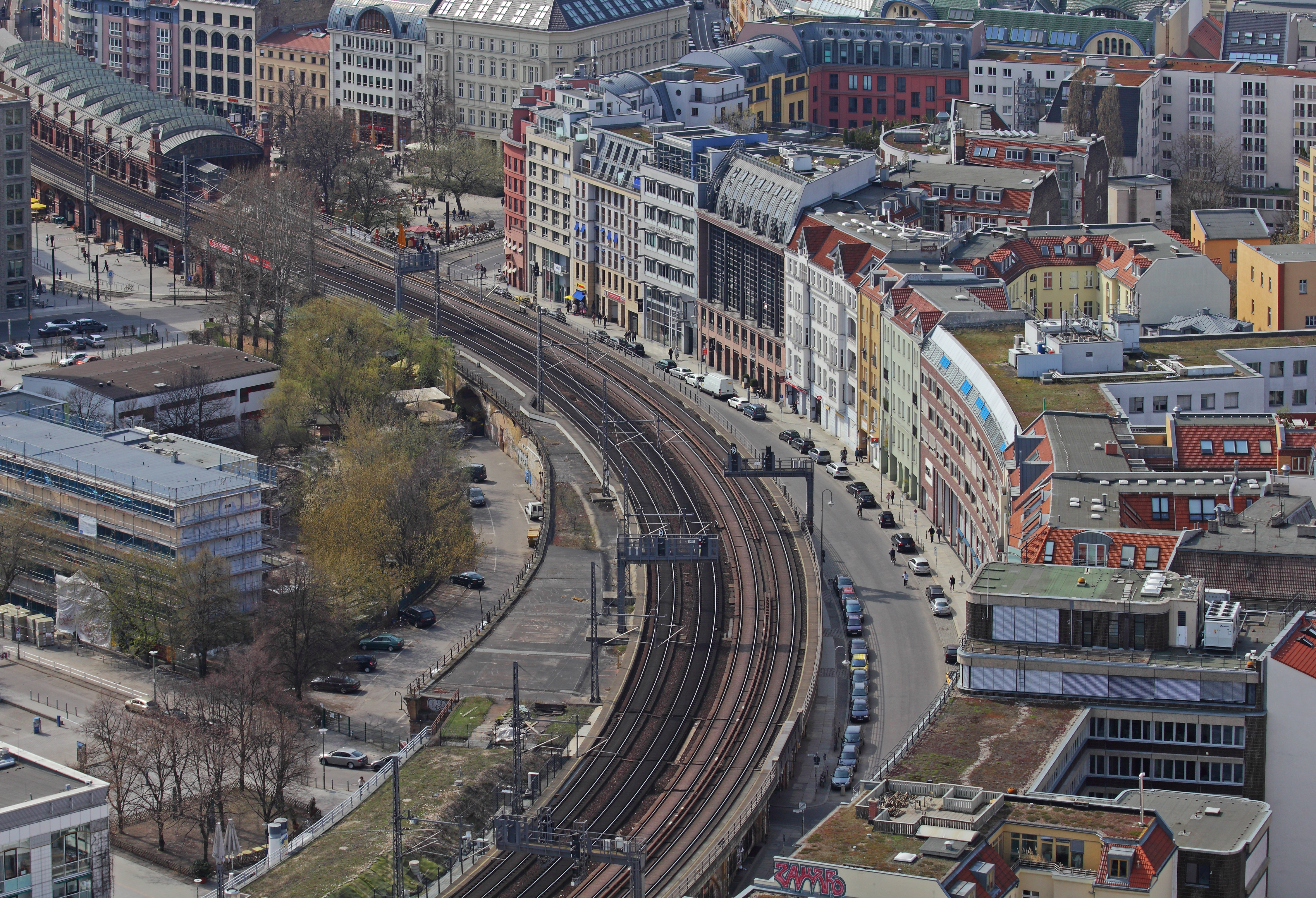
Kolejowa linia średnicowa w Berlinie

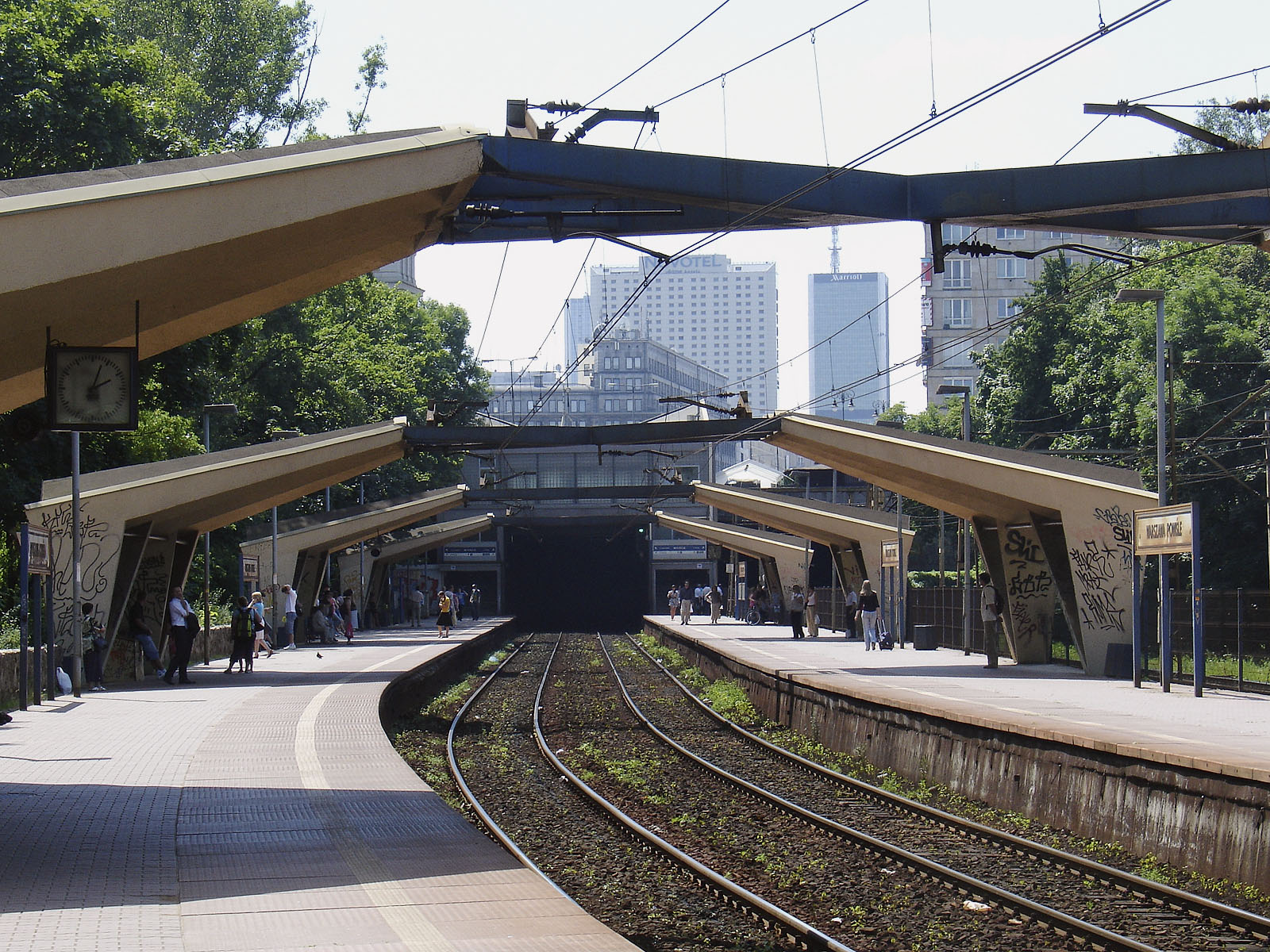
Przystanek Warszawa Powiśle u wschodniego wylotu tunelu średnicowego w Warszawie

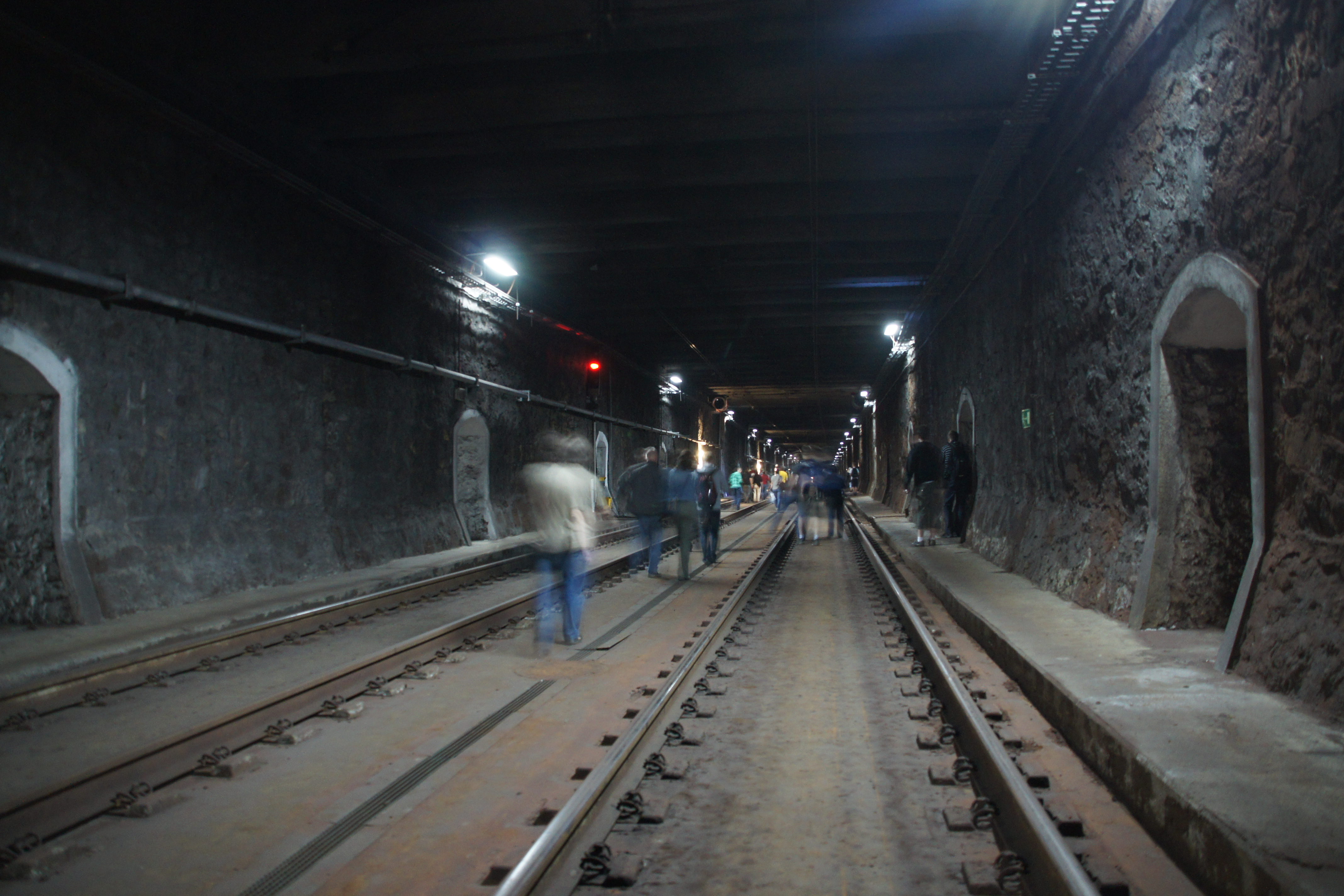
Tunel średnicowy w Warszawie

Linia średnicowa – droga kolejowa lub samochodowa przechodząca przez określony region (najczęściej miasto lub aglomerację) w taki sposób, że przecina ona jego strefę centralną, mając cechy trasy przelotowej, ale rzadko tranzytowej – zwykle linia średnicowa jest elementem wewnętrznego układu komunikacyjnego i służy głównie sprawnemu powiązaniu centrum z układem zewnętrznym. Trasy średnicowe budowane są najczęściej dla obsługi wewnątrzaglomeracyjnego ruchu pasażerskiego, w przeciwieństwie do tras obwodowych, obsługujących ruch towarowy i tranzytowy względem centrum ruch pasażerski.
W celu zapewnienia szybkiego przejazdu przez gęsto zabudowane i zatłoczone centrum miasta, trasy średnicowe prowadzi się w tunelach i wykopach oraz na nasypach i estakadach. W miastach położonych nad rzekami są zwykle ważnym elementem spajającym oba brzegi, prowadzone po moście lub w tunelu.
Nazwa „średnicowa” pochodzi od średnicy. Wynika to z faktu podobieństwa miasta „z lotu ptaka” do koła i przecięcia go linią kolejową lub drogową na dwie części.
Systemy transportowe z trasami średnicowymi funkcjonują w wielu miastach świata, m.in. w Berlinie, Wiedniu, Tokio i w Sydney. W Polsce najbardziej znana jest kolejowa linia średnicowa w Warszawie i związane z nią elementy: most średnicowy oraz tunel średnicowy. W Górnośląskim Okręgu Przemysłowym istnieje Drogowa Trasa Średnicowa. Do ważniejszych planowanych inwestycji w Polsce należy kolejowy tunel średnicowy w Łodzi.